# 85-й меридіан східної довготи
85-й меридіан східної довготи — лінія довготи, що лежить на 85 градуси східніше Гринвіцького меридіана. Вона проходить від Північного полюса через Північний Льодовитий океан, Азію, Індійський океан, Південний океан та Антарктиду до Південного полюса.
85-й меридіан східної довготи формує велике коло разом із 95-тим меридіаном західної довготи.

## Список географічних об'єктів, що перетинає 85° сх. д.
Починаючи на Північному полюсі та рухаючись до Південного полюса, 85-й меридіан східної довготи проходить через:
| Координати                                                 | Країна, територія або море | Примітки                                                                  |
| ---------------------------------------------------------- | -------------------------- | ------------------------------------------------------------------------- |
| 90°0′ пн. ш. 85°0′ сх. д. / 90.000° пн. ш. 85.000° сх. д.  | Північний Льодовитий океан |                                                                           |
| 81°8′ пн. ш. 85°0′ сх. д. / 81.133° пн. ш. 85.000° сх. д.  | Карське море               |                                                                           |
| 74°35′ пн. ш. 85°0′ сх. д. / 74.583° пн. ш. 85.000° сх. д. | Росія                      | Проходить через Плавникові острови[en]                                    |
| 74°17′ пн. ш. 85°0′ сх. д. / 74.283° пн. ш. 85.000° сх. д. | Карське море               |                                                                           |
| 73°42′ пн. ш. 85°0′ сх. д. / 73.700° пн. ш. 85.000° сх. д. | Росія                      | Проходить через Томськ                                                    |
| 50°3′ пн. ш. 85°0′ сх. д. / 50.050° пн. ш. 85.000° сх. д.  | Казахстан                  | Приблизно на 6 км                                                         |
| 50°0′ пн. ш. 85°0′ сх. д. / 50.000° пн. ш. 85.000° сх. д.  | Росія                      | Приблизно на 11 км                                                        |
| 49°54′ пн. ш. 85°0′ сх. д. / 49.900° пн. ш. 85.000° сх. д. | Казахстан                  |                                                                           |
| 46°55′ пн. ш. 85°0′ сх. д. / 46.917° пн. ш. 85.000° сх. д. | КНР                        | Сіньцзян Тибет                                                            |
| 28°36′ пн. ш. 85°0′ сх. д. / 28.600° пн. ш. 85.000° сх. д. | Непал                      |                                                                           |
| 26°54′ пн. ш. 85°0′ сх. д. / 26.900° пн. ш. 85.000° сх. д. | Індія                      | Біхар Джхаркханд Одіша Джхаркханд Одіша                                   |
| 19°19′ пн. ш. 85°0′ сх. д. / 19.317° пн. ш. 85.000° сх. д. | Індійський океан           |                                                                           |
| 60°0′ пд. ш. 85°0′ сх. д. / 60.000° пд. ш. 85.000° сх. д.  | Південний океан            |                                                                           |
| 66°21′ пд. ш. 85°0′ сх. д. / 66.350° пд. ш. 85.000° сх. д. | Антарктида                 | Проходить через Австралійську антарктичну територію (претендує Австралія) |